# TTT Eindhoven 2007
TTT Eindhoven 2007 var den 3. udgave af cykelløbet TTT Eindhoven (Team Time Trial Eindhoven), og blev arrangeret 24. juni 2007. Løbet foregik i Eindhoven i Holland. Alle de 20 ProTour-hold stilte til start i årets løb.
Team CSC tog sin anden sejr i streg, og holdets ryttere David Zabriskie, Christian Vandevelde, Nicki Sørensen, Luke Roberts, Marcus Ljungqvist, Bobby Julich, Iñigo Cuesta og Michael Blaudzun beviste at CSC fortsat er et af de bedste holdtidskørsels-hold i verden, selv om de kun slog Tinkoff med 0.43 sekunder.

## Resultater

### 24-06-2007:Eindhoven, 48.6 km. (TTT)
|   | Hold                   | Land    | Tid     |
| - | ---------------------- | ------- | ------- |
| 1 | Team CSC               | Danmark | 53:36   |
| 2 | Tinkoff Credit Systems | Italien | + 00.01 |
| 3 | Team Milram            | Italien | + 00.13 |

## Eksterne links
- Officielle hjemmeside (nederlandsk/hollandsk)